# جيم وينورسكي
جيم وينورسكي (بالإنجليزية: Jim Wynorski)‏ (و. 1950  م) هو منتج أفلام، ومخرج أفلام، وكاتب سيناريو أمريكي، ولد في نيويورك.

## وصلات خارجية
- جيم وينورسكي على موقع IMDb (الإنجليزية)
- جيم وينورسكي على موقع ألو سيني (الفرنسية)
- جيم وينورسكي على موقع أول موفي (الإنجليزية)
- جيم وينورسكي على موقع قاعدة بيانات الأفلام السويدية (السويدية)
- جيم وينورسكي على موقع إن إن دي بي (الإنجليزية)
- جيم وينورسكي على موقع قاعدة بيانات الفيلم (الإنجليزية)
- جيم وينورسكي على موقع كينوبويسك (الروسية)